# Gemerské Teplice
Gemerské Teplice este o comună slovacă, aflată în districtul Revúca din regiunea Banská Bystrica. Localitatea se află la altitudinea de 234 m deasupra n.m., se întinde pe o suprafață de 12,72 km2 și în 2017 număra 282 de locuitori.
Comuna a luat naștere în anul 1964 prin unirea comunelor  Gemerský Milhosť (maghiară Migleszpataka) și Jelšavská Teplica (germană Teplitz, maghiară Jolsvatapolca). Până în anul 1918 localitățile au aparținut regatului ungar fiind integrate ulterior în Cehoslovacia. Prin Dictatul de la Viena comunele au fost anexate o perioadă scurtă (1938-1945) de Ungaria.

## Demografie
| An:                | 1994 | 2004   | 2014   | 2024   |
| ------------------ | ---- | ------ | ------ | ------ |
| Număr de persoane: | 370  | 390    | 381    | 370    |
| Diferență:         |      | +5,40% | −2,30% | −2,88% |

| An:                | 2023 | 2024   |
| ------------------ | ---- | ------ |
| Număr de persoane: | 373  | 370    |
| Diferență:         |      | −0,80% |